# Northwest Africa 4502
NWA 4502
Northwest Africa 4502 (abrégé en NWA 4502) est une météorite trouvée en Algérie en 2006 et classée parmi les chondrites carbonées de type CVOxA.

## Origine et description
NWA 4502 (NWA pour Northwest Africa, « Afrique du Nord-Ouest ») a été trouvée en 2006 dans le désert algérien. C'est une chondrite carbonée du groupe CV (sous-groupe CVOxA), et la plus grosse à ce jour (plus de 100 kg) après Allende (environ 2 t). Elle est moins affectée par des altérations secondaires que la plupart des autres CV connues, dont Allende.

## Datations
Des enclaves réfractaires (CAI) de NWA 4502, deux de type A et trois de type B, ont été datées par les méthodes Rb-Sr et Pb-Pb (en). L'âge de cristallisation trouvé est de 4 567,40 ± 0,27 Ma, et le rapport 87Sr/86Sr initial de 0,698 886 ± 0,000 026. Leurs compositions isotopiques du magnésium traduisent un rapport 26Al/27Al initial de (4,90 ± 1,51) × 10−5. Ces valeurs concordent avec celles obtenues sur les inclusions réfractaires d'Allende et d'Efremovka.